# Monestir de Gandantegtxinlin
Monestir de Gandantegtxinlin (mongol: Гандантэгчэнлин хийд, Gandantegtxinlin khiid lit. 'el gran lloc de l'alegria completa'), també conegut com a monestir de Gandan, és un monestir budista a Ulaanbaatar, Mongòlia. Va ser fundat l'any 1809, tancat enmig de persecucions l'any 1939, i de 1944 a 1989 va ser l'únic monestir actiu del país. Avui, és el centre del budisme a Mongòlia. El monestir té més de 100 monjos residents i nombrosos tresors budistes, inclòs una estàtua de 26 m d'Avalokiteśvara feta amb bronze daurat i pedres precioses.

## Nom
El nom del monestir, Gandantegtxinlin (en tibetà per "alegria total"), deriva del monestir de Ganden al Tibet, establert per Je Tsongkhapa, el fundador de la secta Gelug del budisme tibetà. El seu nom traduït en mongol és Tegüsbayaskhulangtu, i en sànscrit és Tushitamahayanavipa.

## Història

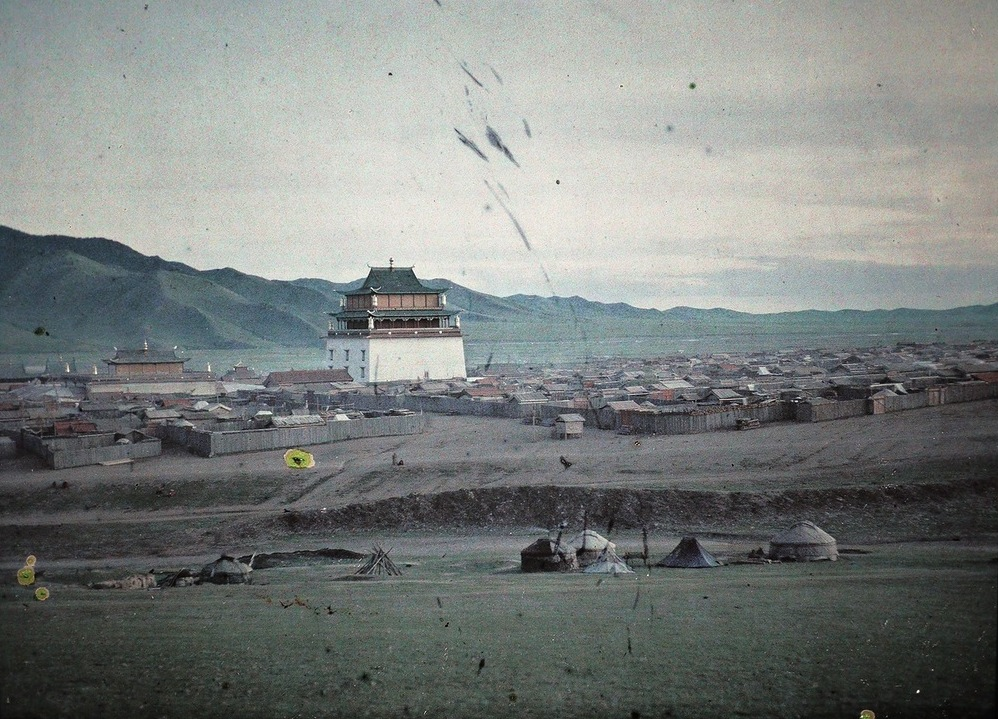
Monestir de Gandantegtxinlin el 1913

El segon Jebtsundamba Kutuktu va establir un tsànida (centre d'educació budista) per als monjos de Khüree (actual Ulaanbaatar) a principis del segle XVIII. Datsan (col·legis) es van construir a Dashchoinpel (el 1736), Gungaachoilin (el 1809) i Idgaachoinzinlin (el 1912).
A Gungaachoilin, en un turó a l'oest de Khüree, es va construir el Temple Shar el 1809, seguit del Lamrin dugan (sala d'assemblea) el 1824. Després que el cinquè Jebtsundamba Khutuktu ordenés al clergat de Khüree traslladar-se més a l'oest, més lluny dels edificis xinesos que s'anaven apropant, va construir un palau, anomenat Gandantegtxinlin, just al sud del Temple Shar, entre 1834 i 1838; el monestir també va prendre aquest nom. El monestir es va començar a construir el 1838 per ordre del quart bogd Gegeen. Es van afegir altres edificis, com ara el dugan Tsogchin el 1839 i el temple Ochirdari (Vajradhara) el 1840, que té una estàtua d'or i plata creada el 1683 per Zanabazar. El temple de Jüd (Tantra), fundat el 1739 pel segon Jebtsundamba Khutuktu, s'allotja ara en una iurta. El cinquè, setè i vuitè Jebtsundamba Khutuktus van ser enterrats a Gandan, tot i que el 1855 ells i els seus monjos es van traslladar al seu palau original prop de l'actual centre de la ciutat. Per celebrar la independència de la Xina Qing el 1911, el vuitè Jebtsundamba Khutuktu va ordenar la construcció del temple Megzed Janraiseg (Avalokiteśvara que obre els ulls), acabat el 1913 com l'edifici del monestir més alt de Mongòlia. Tenia una estàtua de 25,6 m del boddhisatva Avalokiteśvara feta de bronze daurat i pedres precioses.

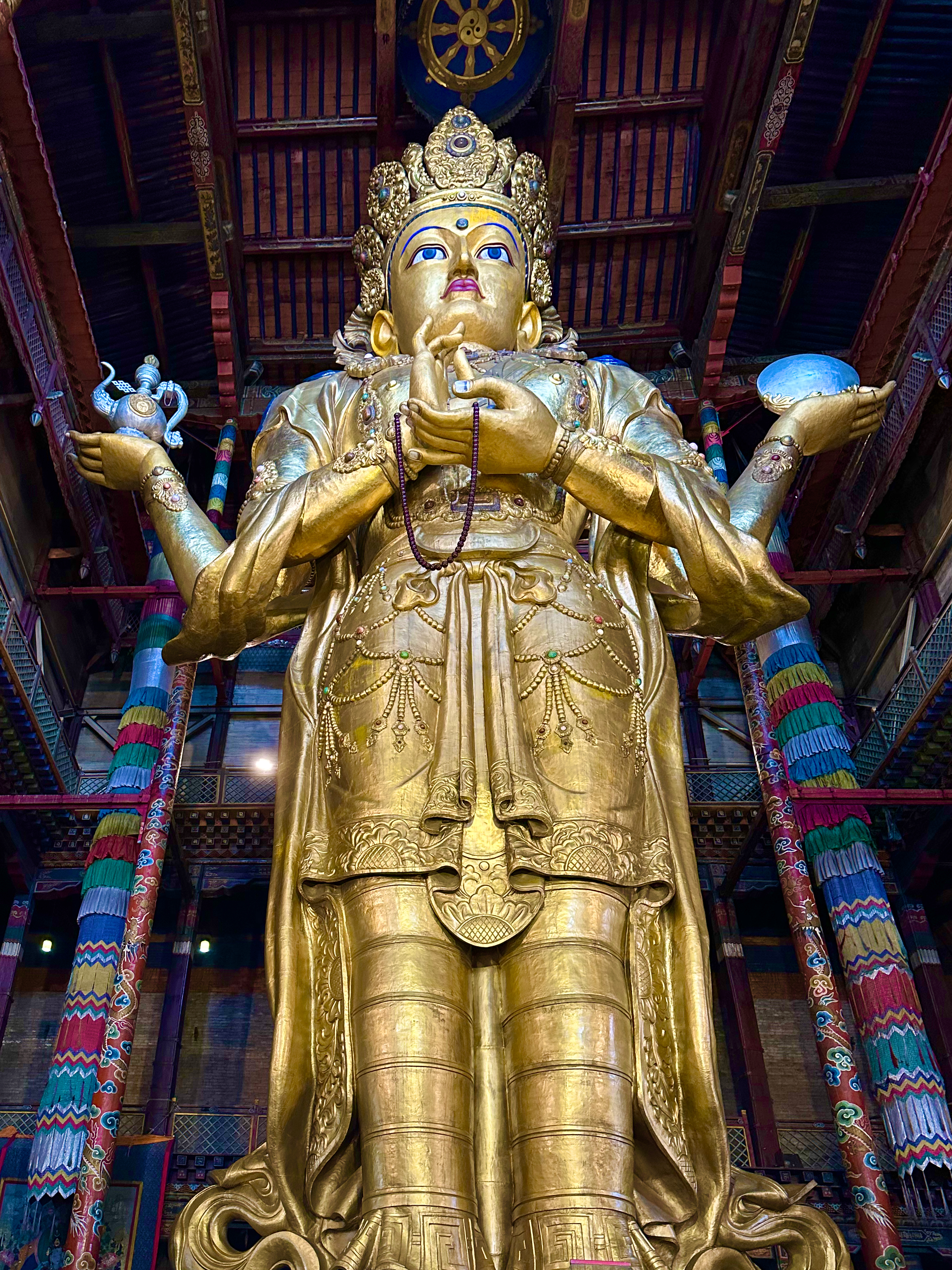
Estàtua d'Avalokiteśvara

Gandan va ser tancat el 1939 durant les persecucions antireligioses a Mongòlia, i els seus edificis dugan van ser arrasats. Fugint de la destrucció massiva d'altres monestirs, els seus edificis supervivents van ser utilitzats per allotjar l'administració de la província de Töv. El 1940, el monestir va ser posat sota el comandament directe de l'exèrcit soviètic i es va utilitzar com a estable, magatzem de municions i camp de tir. L'estàtua d'Avalokiteśvara va ser destruïda el 1937 (o, segons altres fonts, per soldats soviètics el 1938 o 1943), i es creu que va ser enviada a Moscou i es va fondre. El gener de 1944, el dictador Khorloogiin Choibalsan va reobrir el monestir (per recomanació de Ióssif Stalin) com l'únic monestir en funcionament del país. Aquest fet va contribuir als bons informes que va passar Henry Wallace, vicepresident dels Estats Units, va desembarcar a Ulaanbaatar el 2 de juliol de 1944 i va visitar el monestir.
El 1947 tenia 57 monjos i feia serveis públics. Aquell any, els estudiosos mongols, ajudats per uns quants consellers soviètics, van intervenir per salvar el temple de Megzed Janraiseg de la demolició, i el 1961 el temple es va convertir en monument cultural nacional. Amb l'arribada de la llibertat religiosa el 1990, Gandan es va expandir a 200 monjos i va començar una renovació a gran escala. El 1996, es va tornar a construir l'estàtua de 25,6 m d'Avalokiteśvara, modelada com l'antiga. Construït durant sis anys amb una combinació de fons públics i privats, pesa 90 tones i està fet de 20 tones de coure, 25 kg de plata, 8,6 kg d'or i més de 2.100 pedres precioses.

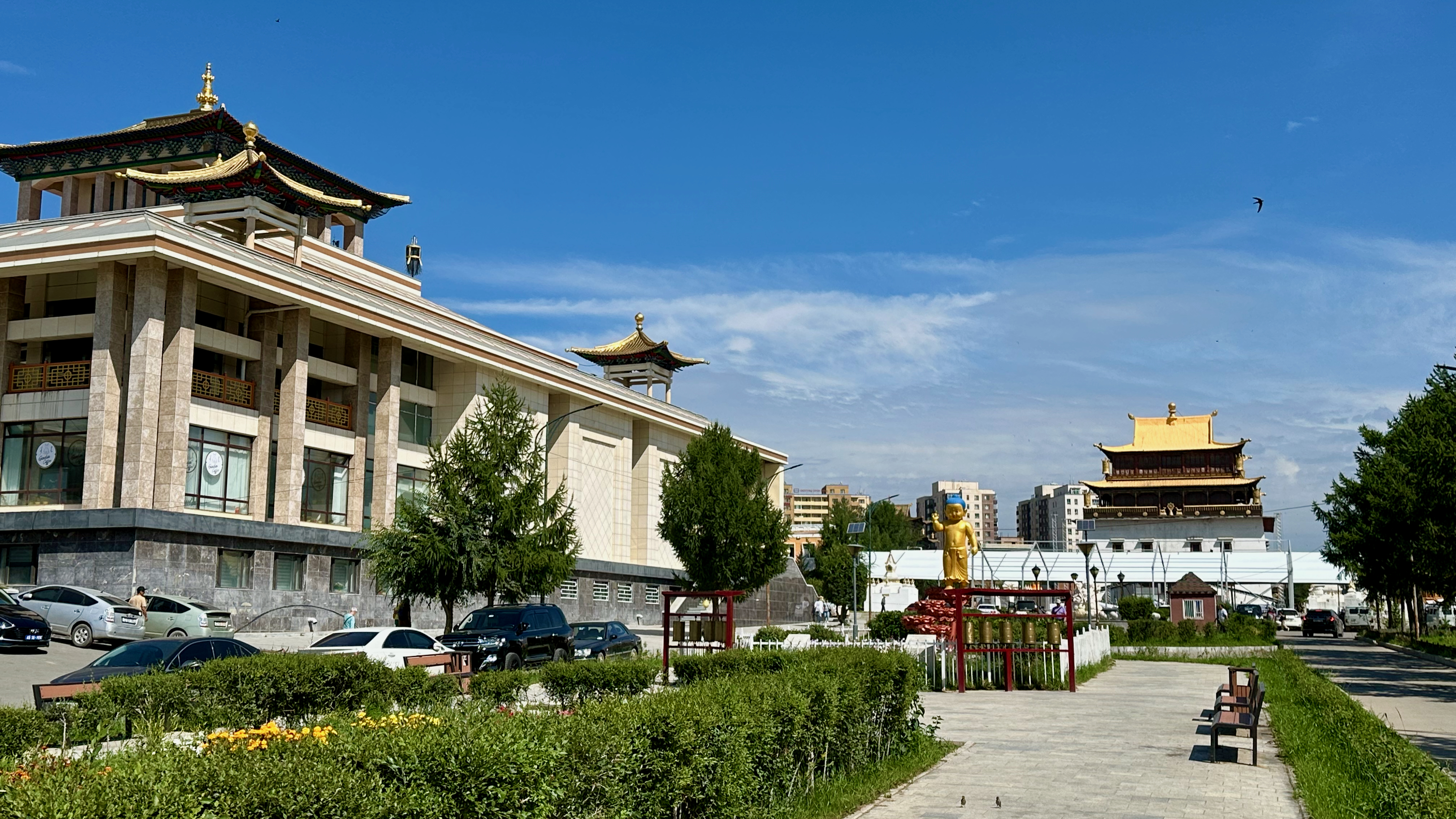
Monestir de Gandantegtxinlin amb la nova construcció

Des del 2004, Gandan és el monestir actiu més gran de Mongòlia, amb 100 monjos. Té 70.000 manuscrits budistes i gravats en xilografia, incloent-hi el Ganjuur de 108 volums (preceptes), Danjuur de 226 volums (comentaris) i altres obres en mongol, tibetà i sànscrit, algunes escrites en els "nou materials preciosos": or, plata, turquesa, lapislàtzuli, corall, perla, nacre, coure i acer. Els altres tresors del monestir inclouen una estàtua de 15 kg de plata de Tsongkhapa. Malgrat el desenvolupament a Ulaanbaatar, els seus voltants s'han mantingut ocupats per les iurtes dels monjos. Gandan es considera el centre del budisme mongol, i el seu khamba lama (abat) es considera el seu líder. Des de 1992, el khamba lama de Gandan és Gabju Demberel Choijamts.